# Roben Obama
Rubén Darío, születési neve: Roben Obama Nsue Ondo (Ebaiñ Yenkeng, 1993. június 13. –) egyenlítői-guineai labdarúgó, a Vegetarianos FC csatára.